# 普林斯頓大學圖書館
普林斯頓大學圖書館（Princeton University Library）是普林斯頓大學的一個圖書館體系，有7百萬藏書和大量其他藏品。其主建築為哈維·S·費爾斯通紀念圖書館（Harvey S. Firestone Memorial Library），又稱燧石图书馆（Firestone Library），其名來自美國商人哈維·塞繆爾·費爾斯通。

## 燧石图书馆

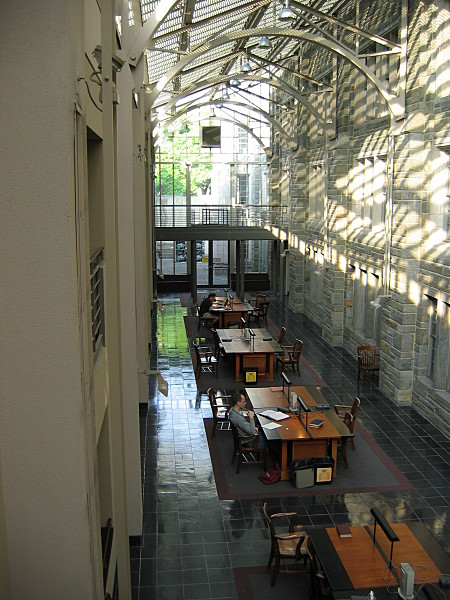
燧石图书馆内部

燧石图书馆在1948年開館，是二戰之後建立的最大的美國大學圖書館，原大學主圖East Pyne Hall的150万藏書搬遷至此。1971年和1988年兩次擴建，藏書量也大幅增加，書架全長達70英里（110）。雖然不是世界最大的大學圖書館，其學生人均藏書量居美國之冠。

## 外部連接
- Official website （页面存档备份，存于）
- Guide to the Library
- Princeton University Library History （页面存档备份，存于）
- Behind the scenes at Firestone Library